# Доні Среджани
45°32′ пн. ш. 17°08′ сх. д. / 45.53° пн. ш. 17.14° сх. д.
Доні Среджани (хорв. Donji Sređani) — населений пункт у Хорватії, у Б'єловарсько-Білогорській жупанії у складі громади Дежановаць.

## Населення
Населення за даними перепису 2011 року становило 183 осіб.
Динаміка чисельності населення поселення:
На 1991 рік до чехів відносилося 74 % мешканців. 